# Olympische Winterspiele 1972/Teilnehmer (BR Deutschland)
| Gelbes Symbol für Goldmedaillen mit stilisierten Olympischen Ringen | Graues Symbol für Silbermedaillen mit stilisierten Olympischen Ringen | Braundes Symbol für Bronzemedaillen mit stilisierten Olympischen Ringen |
| ------------------------------------------------------------------- | --------------------------------------------------------------------- | ----------------------------------------------------------------------- |
| 3                                                                   | 1                                                                     | 1                                                                       |

Die Bundesrepublik Deutschland nahm an den Olympischen Winterspielen 1972 im japanischen Sapporo mit einer Delegation von 79 Athleten, 63 Männer und 16 Frauen, teil.
Seit 1968 war es die zweite Teilnahme der Bundesrepublik Deutschland an Olympischen Winterspielen.

## Flaggenträger
Der Skilangläufer Walter Demel trug die Flagge der Bundesrepublik Deutschland während der Eröffnungsfeier im Makomanai-Stadion.
- Siehe auch: Liste der Fahnenträger der deutschen Mannschaften bei Olympischen Spielen

## Medaillen
Mit drei gewonnenen Gold, einer Silber- und einer Bronzemedaille belegte das bundesdeutsche Team Platz 6 im Medaillenspiegel.

### Medaillenspiegel
| Rang   | Sportart       | Gold | Silber | Bronze | Gesamt |
| ------ | -------------- | ---- | ------ | ------ | ------ |
| 1      | Eisschnelllauf | 2    | —      | —      | 2      |
| 2      | Bob            | 1    | 1      | 1      | 3      |
| Gesamt | Gesamt         | 3    | 1      | 1      | 5      |

### Medaillengewinner
| Name/n                                                                   | Sportart       | Wettkampf |
| ------------------------------------------------------------------------ | -------------- | --------- |
| Gold                                                                     |                |           |
| Erhard Keller                                                            | Eisschnelllauf | 500 m     |
| Monika Pflug                                                             | Eisschnelllauf | 1000 m    |
| Wolfgang Zimmerer Peter Utzschneider                                     | Bob            | Zweierbob |
| Silber                                                                   |                |           |
| Horst Floth Pepi Bader                                                   | Bob            | Zweierbob |
| Bronze                                                                   |                |           |
| Wolfgang Zimmerer Stefan Gaisreiter Walter Steinbauer Peter Utzschneider | Bob            | Viererbob |

## Teilnehmer nach Sportarten

### Biathlon
| Athleten          | Wettbewerbe  | Zeit         | Fehler | Rang |
| ----------------- | ------------ | ------------ | ------ | ---- |
| Männer            |              |              |        |      |
| Theo Merkel       | 20 km Einzel | 1:30:58,17 h | 11     | 50   |
| Josef Niedermeier | 20 km Einzel | 1:29:26,44 h | 8      | 46   |

### Bob
| Athleten                                                                 | Wettbewerb | Lauf 1      | Lauf 1 | Lauf 2    | Lauf 2 | Lauf 3  | Lauf 3 | Lauf 4  | Lauf 4 | Gesamt      | Gesamt |
| Athleten                                                                 | Wettbewerb | Zeit        | Rang   | Zeit      | Rang   | Zeit    | Rang   | Zeit    | Rang   | Zeit        | Rang   |
| ------------------------------------------------------------------------ | ---------- | ----------- | ------ | --------- | ------ | ------- | ------ | ------- | ------ | ----------- | ------ |
| Männer                                                                   |            |             |        |           |        |         |        |         |        |             |        |
| Horst Floth Pepi Bader                                                   | Zweierbob  | 1:16,04 min | 5      | 75,38 s   | 4      | 74,35 s | 6      | 73,07 s | 1      | 4:58,84 min | Silber |
| Wolfgang Zimmerer Peter Utzschneider                                     | Zweierbob  | 1:14,81 min | 1      | 74,56 s   | 1      | 73,51 s | 1      | 74,19 s | 4      | 4:57,07 min | Gold   |
| Wolfgang Zimmerer Peter Utzschneider Stefan Gaisreiter Walter Steinbauer | Viererbob  | 1:11,18 min | 3      | 54,87 s   | 5      | 55,53 s | 3      | 56,15 s | 3      | 4:43,92 min | Bronze |
| Horst Floth Pepi Bader Donat Ertel Walter Gilik                          | Viererbob  | 1:10,83 min | 2      | 54,81 min | 2      | 55,28 s | 1      | 55,84 s | 1      | 4:45,09 min | 5      |

### Eishockey
| Wettbewerb    | Männer |
| ------------- | --- |
| Spieler       | Heiko Antons Reinhold Bauer Karl-Heinz Egger Johann Eimansberger Lorenz Funk Anton Hofherr Toni Kehle Georg Kink Bernd Kuhn Erich Kühnhackl Paul Langner Rainer Makatsch Werner Modes Rainer Philipp Hans Rothkirch Alois Schloder Otto Schneitberger Rudolf Thanner Josef Völk Martin Wild |
| Trainer       | Gerhard Kießling |
| Vorrunde      | Polen 0:4 |
| Zwischenrunde | Schweiz 5:0 Jugoslawien 6:2 Norwegen 5:1 Japan 6:7 |
| Platzierung   | 7. |

### Eiskunstlauf
| Athleten                        | Wettbewerbe | Kurzprogramm | Kür  | Gesamt | Gesamt |
| Athleten                        | Wettbewerbe | Rang         | Rang | Punkte | Rang   |
| ------------------------------- | ----------- | ------------ | ---- | ------ | ------ |
| Frauen                          |             |              |      |        |        |
| Isabel Duval de Navarre         | Einzel      | 16           | 14   | 2340,0 | 14     |
| Mixed                           |             |              |      |        |        |
| Corinna Halke Eberhard Rausch   | Paarlauf    | 10           | 10   | 381,1  | 10     |
| Almut Lehmann Herbert Wiesinger | Paarlauf    | 5            | 6    | 399,8  | 5      |

### Eisschnelllauf
| Athleten           | Wettbewerbe | Zeit           | Rang |
| ------------------ | ----------- | -------------- | ---- |
| Frauen             |             |                |      |
| Monika Pflug       | 500 m       | 44,75 s        | 5    |
| Monika Pflug       | 1000 m      | 1:31,40 min OR | Gold |
| Monika Pflug       | 1500 m      | 2:24,69 min    | 10   |
| Paula Dufter       | 500 m       | 45,77 s        | 12   |
| Paula Dufter       | 1000 m      | 1:34,86 min    | 16   |
| Paula Dufter       | 1500 m      | 2:26,00 min    | 15   |
| Monika Stützle     | 500 m       | 48,15 s        | 27   |
| Monika Stützle     | 1500 m      | 2:37,15 min    | 31   |
| Männer             |             |                |      |
| Erhard Keller      | 500 m       | 39,44 s OR     | Gold |
| Hans Lichtenstern  | 500 m       | 40,55 s        | 10   |
| Herbert Schwarz    | 500 m       | 43,03 s        | 31   |
| Herbert Schwarz    | 1500 m      | 2:15,42 min    | 32   |
| Herbert Schwarz    | 5000 m      | 8:26,03 min    | 27   |
| Gerhard Zimmermann | 500 m       | 41,35 s        | 21   |
| Gerhard Zimmermann | 1500 m      | 2:08,95 min    | 12   |
| Gerhard Zimmermann | 5000 m      | 7:41,16 min    | 9    |
| Gerhard Zimmermann | 10.000 m    | 15:43,92 min   | 8    |

### Nordische Kombination
| Athleten       | Wettbewerb           | Skispringen | Skispringen | Langlauf | Langlauf | Langlauf | Gesamt  | Gesamt |
| Athleten       | Wettbewerb           | Punkte      | Rang        | Zeit     | Punkte   | Rang     | Punkte  | Rang   |
| -------------- | -------------------- | ----------- | ----------- | -------- | -------- | -------- | ------- | ------ |
| Männer         |                      |             |             |          |          |          |         |        |
| Urban Hettich  | Einzel Normalschanze | 152,1       | 32          | 49:00,4  | 214,675  | 2        | 366,775 | 20     |
| Franz Keller   | Einzel Normalschanze | 154,0       | 31          | 52:32,5  | 182,860  | 30       | 336,860 | 33     |
| Ralph Pöhland  | Einzel Normalschanze | 174,8       | 22          | 49:55,6  | 206,395  | 5        | 381,195 | 10     |
| Alfred Winkler | Einzel Normalschanze | 175,6       | 20          | 52:41,5  | 181,510  | 32       | 357,110 | 25     |

### Rennrodeln
| Athlet                          | Wettbewerb   | Lauf 1  | Lauf 1 | Lauf 2  | Lauf 2 | Lauf 3  | Lauf 3 | Lauf 4  | Lauf 4 | Gesamt      | Gesamt |
| Athlet                          | Wettbewerb   | Zeit    | Rang   | Zeit    | Rang   | Zeit    | Rang   | Zeit    | Rang   | Zeit        | Rang   |
| ------------------------------- | ------------ | ------- | ------ | ------- | ------ | ------- | ------ | ------- | ------ | ----------- | ------ |
| Frauen                          |              |         |        |         |        |         |        |         |        |             |        |
| Elisabeth Demleitner            | Einsitzer    | 45,45 s | 5      | 45,62 s | 4      | 45,08 s | 4      | 44,65 s | 4      | 3:00,80 min | 4      |
| Gisela Otto                     | Einsitzer    | 47,04 s | 17     | 46,78 s | 16     | 46,73 s | 19     | 45,99 s | 15     | 3:06,54 min | 18     |
| Christa Schmuck                 | Einsitzer    | 45,98 s | 10     | 46,01 s | 8      | 45,99 s | 12     | 45,21 s | 10     | 3:03,19 min | 10     |
| Männer                          |              |         |        |         |        |         |        |         |        |             |        |
| Josef Fendt                     | Einsitzer    | 53,03 s | 5      | 52,73 s | 5      | 52,25 s | 9      | 52,02 s | 7      | 3:30,03 min | 6      |
| Leonhard Nagenrauft             | Einsitzer    | 53,00 s | 4      | 52,79 s | 7      | 51,97 s | 6      | 51,91 s | 4      | 3:29,67 min | 5      |
| Wolfgang Winkler                | Einsitzer    | 54,07 s | 14     | 53,53 s | 14     | 52,66 s | 15     | 52,82 s | 15     | 3:33,08 min | 15     |
| Hans Wimmer                     | Einsitzer    | 54,09 s | 15     | 53,82 s | 17     | 52,62 s | 14     | 53,27 s | 21     | 3:33,80 min | 17     |
| Hans Brandner Balthasar Schwarm | Doppelsitzer | 44,86 s | 5      | 44,80 s | 5      | –       | –      | –       | –      | 1:29,66 min | 5      |
| Stefan Hölzlwimmer Hans Wimmer  | Doppelsitzer | 45,61 s | 11     | 45,31 s | 10     | –       | –      | –       | –      | 1:30,92 min | 11     |

### Ski Alpin
| Athleten             | Wettbewerbe  | 1. Lauf     | 1. Lauf | 2. Lauf     | 2. Lauf | Gesamt      | Gesamt |
| Athleten             | Wettbewerbe  | Zeit        | Rang    | Zeit        | Rang    | Zeit        | Rang   |
| -------------------- | ------------ | ----------- | ------- | ----------- | ------- | ----------- | ------ |
| Frauen               |              |             |         |             |         |             |        |
| Pamela Behr          | Abfahrt      | –           | –       | –           | –       | 1:44,22 min | 36     |
| Pamela Behr          | Riesenslalom | –           | –       | –           | –       | 1:35,87 min | 25     |
| Pamela Behr          | Slalom       | 47,57 s     | 8       | 46,70 s     | 4       | 1:34,27 min | 6      |
| Rosi Mittermaier     | Abfahrt      | –           | –       | –           | –       | 1:39,32 min | 6      |
| Rosi Mittermaier     | Riesenslalom | –           | –       | –           | –       | 1:33,39 min | 12     |
| Rosi Mittermaier     | Slalom       | 47,27 s     | 7       | 53,90 s     | 19      | 1:41,17 min | 17     |
| Rosi Speiser         | Abfahrt      | –           | –       | –           | –       | 1:39,10 min | 5      |
| Rosi Speiser         | Riesenslalom | –           | –       | –           | –       | 1:32,56 min | 5      |
| Rosi Speiser         | Slalom       | DNF         | DNF     | DNF         | DNF     | DNF         | DNF    |
| Traudl Treichl       | Abfahrt      | –           | –       | –           | –       | 1:40,62 min | 13     |
| Traudl Treichl       | Riesenslalom | –           | –       | –           | –       | 1:33,08 min | 9      |
| Traudl Treichl       | Slalom       | DNF         | DNF     | DNF         | DNF     | DNF         | DNF    |
| Männer               |              |             |         |             |         |             |        |
| Alfred Hagn          | Abfahrt      | –           | –       | –           | –       | 1:56,04 min | 27     |
| Alfred Hagn          | Riesenslalom | 1:31,78 min | 2       | 1:39,38 min | 11      | 3:11,16 min | 4      |
| Alfred Hagn          | Slalom       | 56,64 s     | 7       | DNF         | DNF     | DNF         | DNF    |
| Sepp Heckelmiller    | Riesenslalom | DNF         | DNF     | DNF         | DNF     | DNF         | DNF    |
| Willi Lesch          | Abfahrt      | –           | –       | –           | –       | 1:56,67 min | 29     |
| Christian Neureuther | Riesenslalom | 1:33,24 min | 6       | DNF         | DNF     | DNF         | DNF    |
| Christian Neureuther | Slalom       | 58,42 s     | 18      | 54,48 s     | 5       | 1:52,90 min | 11     |
| Max Rieger           | Riesenslalom | 1:33,86 min | 14      | 1:38,08 min | 5       | 3:11,94 min | 6      |
| Max Rieger           | Slalom       | DNF         | DNF     | DNF         | DNF     | DNF         | DNF    |
| Hansjörg Schlager    | Abfahrt      | –           | –       | –           | –       | 1:55,05 min | 18     |
| Hansjörg Schlager    | Slalom       | 56,56 s     | 6       | DNF         | DNF     | DNF         | DNF    |
| Franz Vogler         | Abfahrt      | –           | –       | –           | –       | 1:55,50 min | 24     |

### Skilanglauf
| Athleten                                           | Wettbewerbe       | Zeit         | Rang |
| -------------------------------------------------- | ----------------- | ------------ | ---- |
| Frauen                                             |                   |              |      |
| Michaela Endler                                    | 5 km              | 17:32,56 min | 11   |
| Michaela Endler                                    | 10 km             | 36:38,05 min | 17   |
| Monika Mrklas                                      | 5 km              | 17:57,40 min | 24   |
| Monika Mrklas                                      | 10 km             | DNF          | DNF  |
| Ingrid Rothfuß                                     | 10 km             | 38:03,69 min | 32   |
| Michaela Endler Monika Mrklas Ingrid Rothfuß       | 3 × 5 km Staffel  | 50:25,61 min | 4    |
| Männer                                             |                   |              |      |
| Franz Betz                                         | 15 km             | 49:00,41 min | 36   |
| Walter Demel                                       | 15 km             | 46:17,36 min | 7    |
| Walter Demel                                       | 30 km             | 1:37:45,53 h | 5    |
| Walter Demel                                       | 50 km             | 2:44:32,67 h | 5    |
| Hartmut Döpp                                       | 15 km             | 48:46,08 min | 32   |
| Hartmut Döpp                                       | 30 km             | 1:44:51,05 h | 35   |
| Edgar Eckert                                       | 30 km             | 1:45:38,51 h | 38   |
| Edgar Eckert                                       | 50 km             | 3:00:08,32 h | 31   |
| Gerhard Gehring                                    | 15 km             | 47:33,78 min | 22   |
| Gerhard Gehring                                    | 30 km             | 1:39:44,47 h | 10   |
| Urban Hettich Franz Betz Walter Demel Hartmut Döpp | 4 × 10 km Staffel | 2:10:42,85 h | 7    |

### Skispringen
| Athleten           | Wettbewerb    | 1. Durchgang | 1. Durchgang | 1. Durchgang | 2. Durchgang | 2. Durchgang | 2. Durchgang | Gesamt | Gesamt |
| Athleten           | Wettbewerb    | Weite        | Punkte       | Rang         | Weite        | Punkte       | Rang         | Punkte | Rang   |
| ------------------ | ------------- | ------------ | ------------ | ------------ | ------------ | ------------ | ------------ | ------ | ------ |
| Männer             |               |              |              |              |              |              |              |        |        |
| Günther Göllner    | Normalschanze | 74,0 m       | 101,6        | 32           | 66,0 m       | 84,3         | 50           | 185,9  | 46     |
| Günther Göllner    | Großschanze   | 90,0 m       | 93,0         | 26           | 87,0 m       | 82,3         | 35           | 175,3  | 27     |
| Alfred Grosche     | Normalschanze | 70,0 m       | 92,2         | 48           | 69,0 m       | 90,6         | 43           | 182,8  | 47     |
| Alfred Grosche     | Großschanze   | 84,0 m       | 44,6         | 52           | 77,5 m       | 75,0         | 43           | 119,6  | 52     |
| Sepp Schwinghammer | Normalschanze | 68,5 m       | 89,8         | 51           | 68,5 m       | 90,3         | 45           | 180,1  | 49     |